# Przechodzień o wschodzie
Przechodzień o wschodzie – ósmy studyjny album zespołu Strachy na Lachy, wydany 29 września 2017 nakładem S.P. Records. Album został wydany na trzech nośnikach (CD, LP i MC).

## Lista utworów
Muzyka i słowa: Krzysztof „Grabaż” Grabowski, o ile nie zaznaczono inaczej.
1. „Co się z nami stało” – 3:55
2. „Nazywam się Grabowski” – 4:01
3. „Katastrofa szczęścia” – 3:52
4. „Matka Boska” – 2:59
5. „Twoje motylki” – 4:50
6. „Nie zakochuj się w wietrze” – 4:03
7. „Krótki sznur” – 5:12
8. „Obłąkany obłok” – 4:11
9. „Przechodzień w ogrodzie” – 4:32
10. „Podziemne przejście” – 2:38 (muzyka: Andrzej Kozakiewicz)
11. „List do św. Pawła” – 2:57 (tylko na płycie gramofonowej)[8]

## Twórcy
- Krzysztof Grabowski – głos
- Andrzej Kozakiewicz – gitara, głos
- Longin Bartkowiak – gitara basowa, klawisze, loopy, głos
- Mariusz Nalepa – gitara, głos
- Rafał Piotrowiak – perkusja
- Łukasz Sokołowski – instrumenty klawiszowe, głos

gościnnie
- Itsmisslilly – głos (8)
- Lena Romul – głos (5)
- Karolina Supron – głos (4)
- Activator & Smok at Studio AS One – instrumenty klawiszowe oprócz (7, 9)
- Jarek Ważny – puzon
- Tomasz Glazik – saksofon
- Janusz Zdunek – trąbka (7)
- Tom Horn – instrumenty klawiszowe (3, 10)

## Sprzedaż
| Kraj   | Lista | Pozycja |
| ------ | ----- | ------- |
| Polska | OLiS  | 5       |

## Notowane utwory
| 2017 | „Twoje motylki”        | 27 | – |
| 2017 | „Co się z nami stało”  | 10 | 4 |
| 2018 | „Obłąkany obłok”       | 6  | – |
| 2018 | „Katastrofa szczęścia” | 18 | – |